# Rubén Patagonia
Rubén (Patagonia) Chauque (Comodoro Rivadavia, 2 luglio 1956) è un cantante argentino di origine tehuelca.
Nato a Comodoro Rivadavia, nella provincia di Chubut, è un grande sostenitore delle cause dei popoli indigeni in Argentina. Il suo vero nome è Ruben Chauque, ma ha scelto di rendersi artisticamente noto con il nome della sua regione di provenienza, la Patagonia, per riaffermare la propria identità. Chauque desidera contribuire alla diffusione della cultura patagonica, in genere piuttosto isolata a livello nazionale. Pertanto, il suo repertorio si ispira anche agli stili originali dei Tehuelche. Chauque ha anche partecipato come attore in film e serie nazionali ed internazionali, e spesso prende parte a conferenze sulle culture indigene. Ha inoltre registrato diversi brani in collaborazione con artisti come León Gieco, Claudio Marciello, Ricardo Iorio e Almafuerte.

## Discografia
- Más acá del colorado (1979)
- Miremos Al Sur (1984)
- Ay Patagonia (1987)
- Cutral-Có 	(1998) - Emi Odeon
- Volver a ser uno (2001) - Universal Music
- Historias (2006) - Aonikenk producciones

## Filmografia
- C'era una volta un re - La película del rey (1986)[2]
- Fergus O'Connel - Dentista in Patagonia (1989)[2]
- Eterna sonrisa de New Jersey (1989)[3]
- El navegante y los cóndores (1989)
- El Camino (2000)[4]